# Benjamin Barou-Crossman
Pour les articles homonymes, voir Barou et Crossman.
Benjamin Barou-Crossman est un comédien et metteur en scène français né le 16 novembre 1983 à Paris.
Il a également enseigné le théâtre, rédigé des articles pour Cassandre ainsi qu'un pour Mediapart.
Il a aussi écrit avec Jean Lacouture un livre d'entretien De Gaulle raconté à Benjamin

## Biographie

### Enfance
Ses parents, Jean-Pierre Barou et Sylvie Crossman, étant journalistes, il voyage durant son enfance et vit chez les Aborigènes d'Australie, chez les Indiens Navajos aux États-Unis et chez les Tibétains dans le nord de l'Inde.

### Formation
Il se forme au théâtre à l'Ensad de Montpellier en 2000-2003 (direction Ariel Garcia-Valdès) puis à l'école du Théâtre national de Bretagne en 2006-2009 (direction de Stanislas Nordey). Il a pour professeurs Claude Régy, Stanislas Nordey, Christine Letailleur, Christian Colin, Bruno Meyssat...
Il sera notamment comédien sous la direction de Stanislas Nordey, Christine Letailleur, Marine de Missolz, Gilbert Désveaux, Mireille Perrier, Sébastien Thévenet.

### Carrière
À l'été 2001, il rédige des articles et mène des entretiens pour la revue de théâtre Cassandre/Horschamp, il rencontrera de ce fait Tony Gatlif, de Nicolas Klotz et Élisabeth Perceval, Lucien Attoun, Armand Gatti, Pierre Rabhi...
Dès 2002, Benjamin Barou-Crossman écrit avec Jean Lacouture un livre d'entretien De Gaulle raconté à Benjamin aux éditions Indigène.
En 2010, il rencontre et se lie d'amitié avec le poète tzigane Alexandre Romanès qu'il invitera à lire des poèmes avec l'actrice Dominique Blanc sous le chapiteau du cirque Romanès à Paris.
Cette même année, il met en lecture Résistance(s) avec Stéphane Hessel et Jean Lacouture au Théâtre Ouvert à Paris, puis part dans le cadre de l'année France-Russie réciter des poèmes et enseigner le théâtre à Vladivostok.
C'est en 2011 que Benjamin Barou-Crossman crée sa compagnie de théâtre TBNTB à Montpellier où il met en scène l'actrice Mireille Perrier dans le monologue Jeu et théorie du duende au théâtre des Déchargeurs à Paris.
Au début de l'année 2014, il est professeur de théâtre à l'école l'EDT91 (École départementale de théâtre) dans l'Essonne et à la faculté Paul Valéry de Montpellier (1re année et 4e année master).
Avec la comédienne Fanny Touron, il écrit une tribune libre en juillet 2018 à propos du théâtre sur le site d'actualité Mediapart.
Entre 2017 et 2019, il met en scène les spectacles El duende, créé avec la scène nationale de Sète L'Âme gitane, L'Âme gitane en tablao, dans lesquels il tient le rôle principal.
En 2021 la compagnie TBNTB s’installe sur la commune d’Alfortville.
La même année, il lance la création du Romancero Gitano de Federico Garcia Lorca à la Casa Musicale à Perpignan avec Titi Robin et Roberto Saadna.
En 2022, en collaboration avec l’association Comite d'Animation Place Du Puig de Mambo Saadna à Perpignan, il lance le premier festival de la culture Gitane « Da Sant Jaume Som », « Nous sommes de Saint-Jacques » qui s'est déroulé le 17 et 18 février 2023 à Perpignan,,,,,,,,,,,,.

### Engagements
Avec sa compagnie de théâtre TBNTB il mène un travail d'action culturel avec la communauté gitane, mais toujours dans une idée de mixité sociale en vue de monter une comédie musicale Body Agde dans le quartier prioritaire du cœur de ville d'Agde. C'est un travail qu'il mène au quotidien, avec un référent de culture gitane dans le sud de la France travaillant à Agde, et avec lequel il se lie d'amitié, Thierry Patrac. C'est un projet qui reçoit le soutien financier de la DRAC, de la CGET, de la CAF, de la région, de la ville d'Agde et de son agglomération.
Pour le spectacle L'Âme gitane il fait monter sur une scène pour une des premières fois dans l'histoire du théâtre des comédiens amateurs gitans.
Il écrit une tribune en novembre 2020 pour sceneweb.fr intitulée Pour un théâtre COVID populaire dans laquellle il défend l’idée qu’il faut continuer le travail artistique dans les quartiers populaires, auprès de population particulièrement exposées au COVID.
Il a aussi commencé cette aventure à Perpignan sous l'appellation Perpi Comédy entre fin 2019 et début 2020, avec pour parrain Yvan Le Bolloc'h.
Il poursuit son travail au quartier Saint-Jacques et au quartier les Baléares en 2021 et 2022 dans le cadre de Perpi Comedy en menant notamment des ateliers de théâtre et de chant et de cinéma,,, .
Sa compagnie nouvellement installée à Alfortville, il initie en avril 2022 au côté de Fanny Touron un « opéra des quartiers » intitulé Un voyage dans la Lune. Ce spectacle est co-écrit avec des comédiens amateurs du quartier prioritaire Chantereine d’Alfortville. Les comédiens bénéficient du partenariat artistique avec « le Théâtre du corps Pietragalla-Derouault » pour la partie dansée avec des cours mené par Namkyung Kim, danseuse et chorégraphe. Une danseuse de la compagnie de danse Yeraz intervient dans ce spectacle. Il est joué le 14 septembre 2022 au POC d’Alfortville et le 17 septembre 2022 au port de Bonneuil-sur-Marne. Ce projet reçoit le soutien financier de la Drac, de la ville d’Alfortville, du département du Val-de-Marne, de la CAF du Val-de-Marne, de la préfecture du Val-de-Marne et de Grand Paris Sud Est Avenir.,.
Dans la continuité de sa volonté de développer la mixité sociale, de favoriser l’accès à la culture et de « raccrocher les décrocheurs », il a pour projet de créer une « école de l’égalité des chances » à Alfortville afin de proposer à des jeunes issus de quartiers populaires du Val-de-Marne une « formation gratuite à l’excellence artistique ». Il s’agit de leur faciliter l’accès aux grandes écoles de théâtres. Dans cette perspective, il travaille en collaboration avec des figures confirmées de la scène artistique nationale : pour la danse Marie-Claude Pietragalla et Julien Derouault du Théâtre du Corps, basé à Alfortville, Jean-Claude Cotillard pour le théâtre. Le comédien, metteur en scène et directeur de La Criée, théâtre national de Marseille, Robin Renucci sera le parrain de la première promotion. L’ouverture de l’école est programmée pour la rentrée 2023,,,.

## Théâtre

### Comédien
- 2009-2010 : 399 secondes de Fabrice Melquiot, mise en scène de Stanislas Nordey, Théâtre Ouvert, Paris
- 2010 : Lecture de poèmes à Vladivostok dans le cadre de l'année France-Russie.
- 2010 : Le Château de Wetterstein de Frank Wedekind, mise en scène de Christine Letailleur, Théâtre de Vidy, Lausanne
- 2010-2011 : Résistance(s)[1] de Benjamin Barou-Crossman, Théâtre Ouvert, Paris ; Zat, Montpellier avec la voix d'Armand Gatti
- 2010-2011 : La Triste Désincarnation d'Angiie la jolie de Marine de Missolz, Scène nationale de Cherbourg
- 2011 : Amériville de Will Eno, mis en lecture par Gilbert Désveaux, Festival Naval, Limoux
- 2012-2013 : J'habite une blessure sacrée de Mireille Perrier, La maison des Métallos, Paris
- 2015-2016 : El duende[4], avec la Scène nationale de Sète, Sète
- 2017 : Chiens lunatiques de Sébastien Thévenet, Théâtre de l'Opprimé, Paris
- 2017-2018 : L'Âme gitane[6], créé au théâtre de Vias, puis repris au Centre National Dramatique de Montpellier et au Cirque Électrique, Paris
- 2019 : L'Âme gitane en tablao[7],[8], Guichet Montparnasse, Paris
- 2021 : L'Âme Nomade, POC d'Alfortville
- 2022 : Un Voyage dans la Lune d'après Offenbach, POC d'Alfortville
- 2022 : Romancero Gitano de Federico Garcia Lorca, Casa Musicale à Perpignan

### Metteur en scène
- 2010-2011 : Résistance(s)[1], avec Jean Lacouture et Stéphane Hessel, Théâtre Ouvert, Paris ; Zat, Montpellier avec la voix d'Armand Gatti
- 2013 : Jeu et théorie du duende[2], de Federico García Lorca, monologue de Mireille Perrier, Théâtre des Déchargeurs, Paris
- 2015-2016 : El duende[4], avec la Scène nationale de Sète, Sète
- 2017-2018 : L'Âme gitane[6], créé au théâtre de Vias, puis repris au Centre national dramatique de Montpellier et au Cirque Électrique, Paris
- 2019 : L'Âme gitane en tablao[7],[8], Guichet Montparnasse, Paris
- 2021 : L'Âme Nomade, POC d'Alfortville
- 2022 : Un Voyage dans la Lune d'après Offenbach, POC d'Alfortville
- 2022 : Romancero Gitano de Federico Garcia Lorca, Casa Musicale à Perpignan

## Filmographie

### Cinéma
- 2016 : Un homme moderne de Jérôme Cassou
- 2017 : Demain midi à la même heure de Jérôme Cassou

## Publication
- 2002 : De Gaulle raconté à Benjamin, avec Jean Lacouture, éditions Indigène